# Inégalité de Jordan

En mathématiques, l'inégalité de Jordan, du nom du mathématicien Camille Jordan, énonce que 
{\displaystyle {\frac {2}{\pi }}x\leqslant \sin x\leqslant x{\text{ pour }}x\in \left[0,{\frac {\pi }{2}}\right].}

Cela peut être prouvé en utilisant la concavité de la fonction sinus dont la courbe est au-dessus de ses sécantes et en-dessous de ses tangentes, ou géométriquement comme ci-dessous. 

Le cercle unité, et un cercle de rayon centré en E.